# Brlog, Sodražica
Brlog je naselje v Občini Sodražica, drugi del naselja je v Občini Velike Lašče.